# 下駄華緒
下駄 華緒（げた はなお）とは、日本の元火葬場職員。火葬場の実態を包み隠さず公開している。作曲家、YouTuber、怪談師としても活動中。

## 人物
本名は「夏川雄介」。血液型はA型。兵庫県尼崎市出身で、生年月日は1984年4月6日。自分の経験を基に、火葬場の実態などを本やYouTubeで語っている。当時のバンドの先輩から聞いたことをきっかけに火葬場で働くようになった。火葬場では10000人以上を火葬したと語っている(著作「火葬場で働く僕の日常」より)。火葬技術管理士1級を持っている。ガンジー横須賀と親しい（本人のXから）。怪談最恐戦で「最恐位」を受賞したことがある。

## 著作
- 火葬場で働く僕の日常(1～4巻、漫画　蓮古田二郎)
- 火葬場奇談　1万人の遺体を見送った男が語る焼き場の裏側(竹書房)
- 火葬場事件簿 一級火葬技士が語る忘れ去られた黒歴史(竹書房)
- 怪談忌中録煙仏(竹書房)

## ミュージシャンとしての活動
- 全作曲リスト
- 所属バンド　恋村虚無子バンド、ぼくたちのいるところ[3]